# Следователь Файяр по прозвищу Шериф
«Следователь Файя́р по прозвищу Шериф» (фр. Le Juge Fayard dit Le Shériff) — французская детективная драма 1977 года, поставленная режиссёром Ивом Буассе. Обладатель премии Луи Деллюка.

## Сюжет
Жан-Мари Файяр, молодой непримиримый и неподкупный следователь, которого за это называют «Шерифом», применяет ортодоксальные методы при раскрытии дела об ограблении АЗС. Он убеждён, что один из подозреваемых, бывший комиссар полиции, пользуется защитой на высшем уровне.
Своими расследованиями Файяр мешает многим крупным дельцам и политикам, связанным преступными узами с гангстерами и другими уголовными элементами. И он заходит настолько далеко в своём стремлении выяснить основы существования мафиозного синдиката, который тесно сотрудничает с представителями власти, что в результате становится для них действительно опасным противником, которого необходимо физически уничтожить.

## В ролях
| Актёр         | Роль                       |
| ------------- | -------------------------- |
| Патрик Девер  | следователь Жан-Мари Файяр |
| Орор Клеман   | Мишель Лувье               |
| Филипп Леотар | инспектор Мере             |
| Мишель Оклер  | Симон Прадаль              |
| Жан Буиз      | генеральный прокурор Арну  |
| Бернар Жиродо | судья Давус                |